# Trippelalbum
Ett trippelalbum är en förpackning som innehåller tre skivor istället för, som brukligt är, en (1) skiva. Detta gäller oavsett lagringsmedium (LP-skiva, CD eller dylikt. Formatet är ganska ovanligt, mer ovanligt än dubbelalbum.
Om trippelalbumet innehåller tre LP-skivor kallas det trippel-LP. Motsvarande format för CD kallas trippel-CD. Det är inte alltid säkert att en skiva ursprungligen utgiven som trippel-LP blir en trippel-CD när den återutges på CD. Eftersom CD:n har längre maximal speltid får man ganska ofta plats med tre LP på två CD.
Trippelalbum är ganska ovanliga. När de ges ut är det oftast samlingsalbum, operor, musikaler och liknande. I ytterst få fall har artister utgivit originalalbum som trippelskivor. Filmmusiken från vissa filmer, särskilt musikaler, ges också ibland ut på trippelskivor. Det är bara de som är trippel i original som i egentlig mening brukar avses när man talar om trippelalbum, samlingsalbum och nyutgåvor av gamla album till vilka alternativa inspelningar infogats räknas inte på samma sätt.
I listan nedan tas endast med originalalbum eller inspelningar från särskilda liveframträdanden, och bara album med populärmusik.

## Exempel på kända trippelalbum
- George Harrison - All Things must Pass (1970)
- George Harrison and friends - The Concert for Bangla Desh (1971, konsertskiva)
- Wings - Wings over America (1976, konsertskiva)
- Godley & Creme - Consequences (1977)
- The Band - The Last Waltz (1978, filmmusik)
- The Clash - Sandinista! (1980)